# Fay Zwicky
Fay Zwicky (született Julia Fay Rosefield) (Melbourne, 1933. július 4. – Perth, 2017. július 2.) ausztrál költő, író.

## Művei
Verseskötetek
- Isaac Babel's Fiddle (1975)
- Kaddish and Other Poems (1982)
- Ask Me (1990)
- A Touch of Ginger (1991, Dennis Haskell-lal)
- Fay Zwicky: Poems 1970–1992 (1993)
- The Gatekeeper's Wife (1999)
- Picnic: New Poems (2006)
- The Collected Poems of Fay Zwicky (2017, szerkesztette L. Dougan és T. Dolan)

Novelláskötetek
- Hostages (1983)

Esszék
- The Lyre in the Pawnshop: Essays on Literature and Survival 1974–1984 (1986)

Antológiák
- Quarry: A Selection of Western Australian Poetry (1982)
- Journeys: Judith Wright, Rosemary Dobson, Gwen Harwood, Dorothy Hewett (1982)
- Procession: Youngstreet Poets Three (1987)
- The Witnesses (2010)

## Díjai
- Kenneth Slessor Prize for Poetry (1982, a Kaddish and Other Poems című kötetért)
- Patrick White-díj (2005)
- Christopher Brennan-díj (2005)